# Гай Косконий (претор 63 года до н. э.)
Гай Коско́ний (лат. Gaius Cosconius (Calidianus); умер в 59 году до н. э.) — римский военачальник и политический деятель из плебейского рода Коскониев, претор 63 года до н. э.

## Биография
В 63 году до н. э. Гай Косконий занимал должность претора, а в следующем году стал наместником Дальней Испании с полномочиями проконсула. Его легатом или проквестором в этой провинции был Публий Ватиний. В 59 году до н. э. Косконий вошёл в состав сенатской комиссии по распределению общественных земель в Кампании, но в том же году (до июля) внезапно умер. Известно, что освободившееся с его смертью место консул того года Гай Юлий Цезарь предложил Марку Туллию Цицерону, но тот отказался.
Цицерон в одной из своих речей назвал Коскония в числе «мужей выдающейся доблести и честности». В трактате «Брут» упоминается некто Гай Косконий Калидиан — третьестепенный римский оратор, который «от невеликого ума выставлял перед народом при большом его скоплении и громких криках одобрения все словесное изобилие, какое имел». По мнению Ф. Мюнцера, здесь мог иметься в виду претор 63 года до н. э., который в этом случае принадлежал по рождению к роду Калидиев и стал Косконием по усыновлению.